# Scienze naturali
(Estratto dalla conferenza tenuta da Enrico Fermi il 29/04/1938 presso l'Istituto di Sanità Pubblica a Roma)

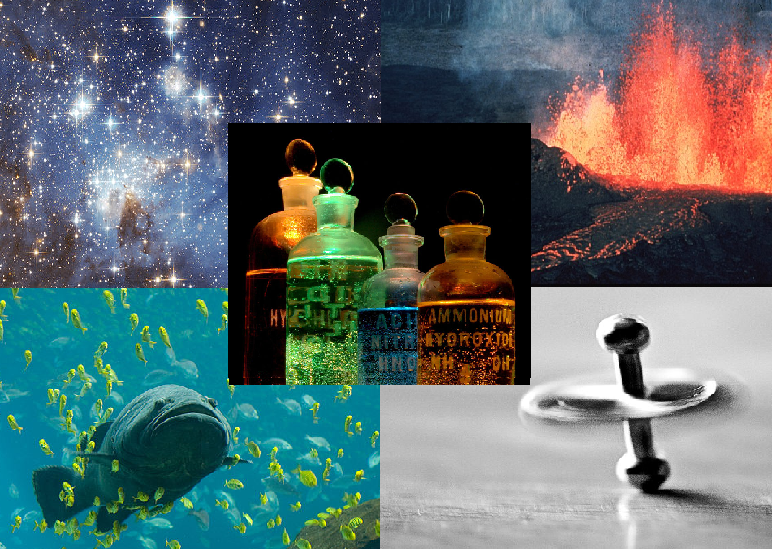
Le scienze naturali principali sono cinque: chimica, astronomia, scienze della Terra, fisica e biologia.

Le scienze naturali sono quella branca delle scienze che si occupano della descrizione, comprensione e previsione dei fenomeni naturali, basata sulla ricerca empirica dell'osservazione e della sperimentazione, e possono essere suddivise in due rami principali: scienze della vita e scienze fisiche. Le scienze della vita sono conosciute come biologia, divisa nei rami zoologia e botanica, mentre le scienze fisiche sono suddivise in fisica, chimica, scienze della Terra e astronomia.
Si distinguono dalle scienze sociali (quali sociologia, economia) e dalle scienze umane (quali antropologia, psicologia, pedagogia).

## Descrizione
Le scienze naturali descrivono i fenomeni del mondo fisico, avvalendosi del metodo scientifico: dall'osservazione della realtà, insieme alla raccolta di dati specifici, passando alla formulazione di un'ipotesi (sulla base dei dati raccolti), la cui verifica permette di formulare dei principi, che formeranno una teoria.